# Dagfinn Høybråten
Dagfinn Høybråten (født 2. december 1957) er en norsk politiker og embedsmand fra Kristelig Folkeparti, som han tidligere har været formand for.
Dagfinn Høybråten har vært ansat i Nordisk Ministerråd som generalsekretær siden 2013. Før han tiltrådte denne stilling, havde han forskellige positioner i Norge på næsten alle niveauer, fra kommunalsektor til forskellige departementer, både på øverste embedsmandsniveau og som minister.
Dagfinn Høybråten har været minister i både Bondevik I- og Bondevik II-regeringerne i perioderne 1997–2000 og 2001–2005. Som helseminister var han tidligt ude med at forbyde rygning på offentlige steder, og Norge blev det andet land i Europa som indførte dette baseret på den eksisterende viden om faren ved rygning.
Endvidere har Høybråten været stortingsrepræsentant fra 2005 til 2013. Som stortingsrepræsentant var han medlem af Utenrikskomiteen mellem 2006–2013. I 2007 var Høybråten Præsident for Nordisk Råd. I 2011–2013 var han 5. Vicepræsident ved Stortingets Presidentskap. Dagfinn Høybråten har haft flere nøglepositioner i Kristelig Folkeparti siden 1979. I 2004 blev han valgt til partileder, og han havde denne position indtil 2011. I løbet af karrieren som offentlig tjenestemand har han også været rådmand i Oppegård og chef for Rikstrygdeverket.
Modernisering og udvikling af det nordiske samarbejde og Nordisk Ministerråd er en af Dagfinn Høybråtens hovedopgaver i kraft af stillingen som generalsekretær for Nordisk Ministerråd.
Dagfinn Høybråten har været aktiv bestyrelsesformand i GAVI (Global Alliance for Vaccines and Immunization), et offentligt/privat partnerskab som arbejder for at øge tilgangen til vacciner i fattige lande. Siden begyndelsen i 2000 har GAVI vaccineret 500 millioner børn og forhindret syv millioner børnedødsfald.[kilde mangler]
I 2004 blev han kommandør af Sankt Olavs Orden.
Dagfinn Høybråten er gift og har fire børn. Han har hovedfag i statsvidenskab fra Universitetet i Oslo og er forfatter til tre bøger.